# Гаджиев, Ахмед Гаджиевич
Гаджиев Ахмед Гаджиевич (род. 21 мая 1990) — российский спортсмен, самбист, уроженец г. Махачкала, Республика Дагестан.  Воспитанник махачкалинской и кстовской школы самбо. Мастер спорта по самбо, мастер спорта по боевому самбо, чемпион ПФО по боевому самбо, чемпион кубка России по универсальному бою, серебряный призер II этапа Кубка мира по самбо, международного турнира памяти А.А. Харлампиева 2009 года, победитель чемпионата и первенства Всемирной Федерации Боевого самбо (WCSF) по боевому самбо 2020 г. (г. Раменское) раздел "борьба",  победитель и призёр различных всероссийских соревнований по самбо и боевому самбо. Профессиональный боец ММА.

## Личная жизнь
По национальности — кумык. По завершении активной спортивной карьеры поступил на службу в войска Росгвардии РФ. Тренер, помощник депутата Государственной думы РФ.

## Профессиональные бои в ММА[4]
| № | Итог     | Соперник         | Дата проведения | Турнир                                        |
| - | -------- | ---------------- | --------------- | --------------------------------------------- |
| 4 | Проигрыш | Aktilek Jumabek  | 08.12.2018      | WEF ProfFight 28 - Emir Fighting Championship |
| 3 | Победа   | Tagir Amirkhanov | 16.11.2018      | GGC 2 - Gladius Glory Championship 2          |
| 2 | Победа   | Erkin Chyrmashov | 08.09.2018      | Fight Family Promotion - Russia vs. China     |
| 1 | Победа   | Emil Akhmadov    | 22.07.2018      | FFP 3 - Fight Family Promotion 3              |